# Agnes Magnell (Architektin)
Agnes Emma Carolina Magnell (* 26. November 1878 in Uddevalla; † 27. August 1966 in Uppsala) war eine schwedische Architektin und Künstlerin. Sie war die erste Frau in Schweden, die an einer Fachhochschule studierte.

## Familie
Agnes Magnells Eltern waren der Künstler, Hauptmann und Grundbesitzer. Carl Magnell (1832–1917) und die Schriftstellerin und Illustratorin Agnes geborene Ernberg (1848–1928), Sie hatte zwei Schwestern und einen Bruder. Ihre Schwester „Kaju“ von Koch (1880–1952), wurde Möbeldesignerin und arbeitete als Künstlerin, ihre Schwester „Gull“ Magnell-Wohlin (1884–1968) verfasste Kinderbücher.

## Leben und Wirken
Magnell besuchte 1894 die Technische Schule und wurde im Fach Architektur ausgebildet (heute „Kunstfach“). Ihre Lehrer ermutigten sie, sich für eine Architekturausbildung an der Königlichen Technischen Hochschule (KTH) zu bewerben. Nach ihren Statuten stand diese, aber nur „jungen Männern“ offen. Magnells Vater schrieb einen Brief an den König und bat um die notwendige Ausnahmegenehmigung. Sie erhielt diese und legte 1896 ihre öffentliche Aufnahmeprüfung ab. Magnell war 1897 die erste Frau, die an der KTH studierte. Sie durchlief die gleiche Ausbildung wie ihre Mitstudenten, war jedoch als „specialstuderande“ nicht zu einem offiziellen Abschluss in Architektur berechtigt. Erst 1915 begann eine weitere Studentin das Studium an der KTH. und erst sechs Jahre später erhielten Frauen den gleichberechtigten Zugang zur Ausbildung an der KTH und konnten dann auch promovieren.

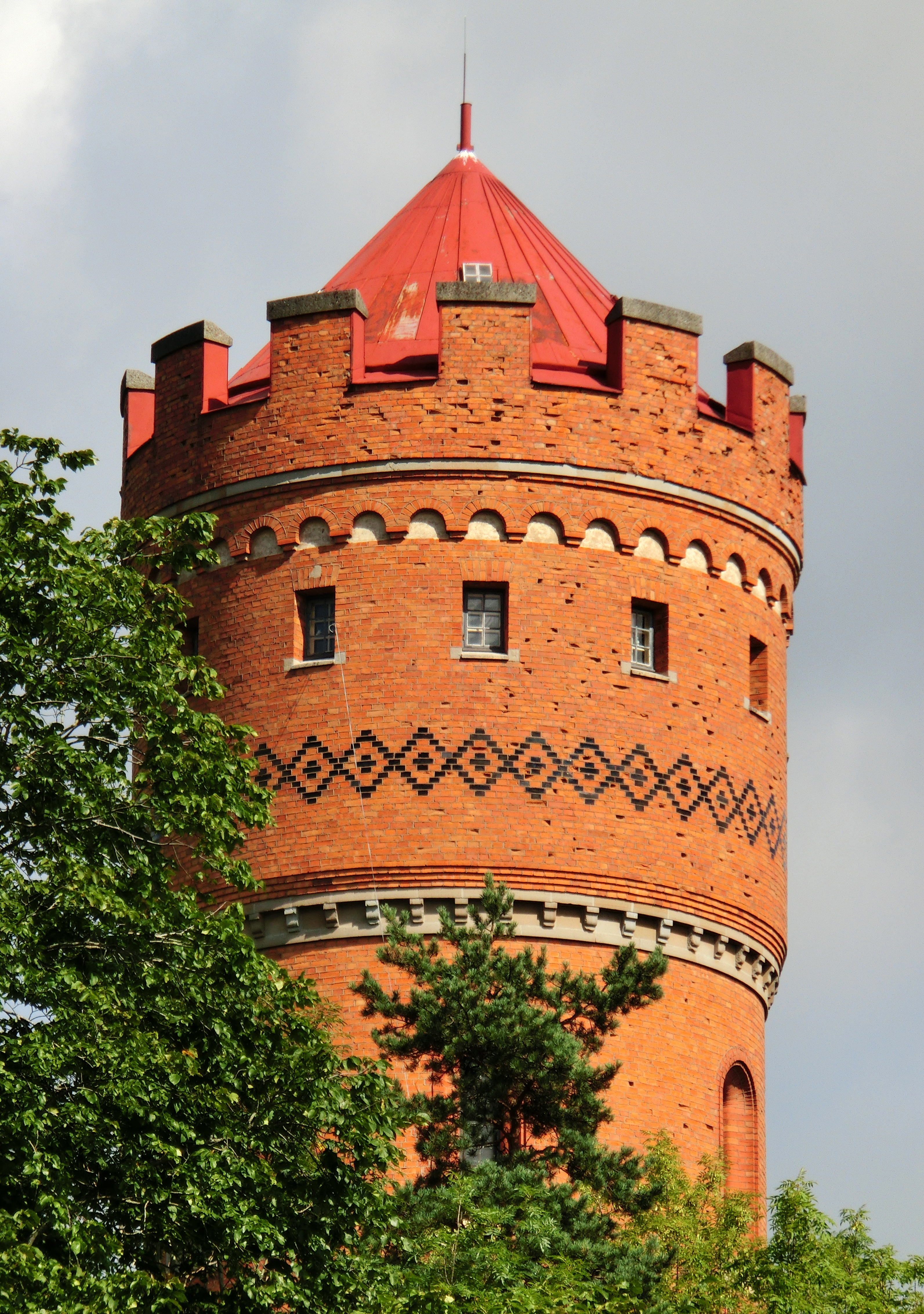
Wasserbehälter des alten Wasserturms von Sala

Magnell beendete 1900 ihre Ausbildung und begann als angestellte Architektin zu arbeiten. Für das Vattenbyggnadsbyrån (Büro für Wasserbau) entwarf sie Wassertürme und Fassaden von Kraftwerken. Zu ihren Entwürfen gehört der Wasserturm von Sala, der 1903 fertiggestellt wurde. Im selben Jahr heiratete Magnell den Bauingenieur Otto Eskil Smith. Nach einigen  Jahren gemeinsamer Arbeit legte sie ihren Schwerpunkt auf den Haushalt und beschäftigte sich mehr mit ihrer Kunst.
Magnell war vor und während ihres Studiums als Künstlerin tätig und verkaufte Kinderporträts und Illustrationen an verschiedene Buchverlage. Bekannt wurde sie vor allem für ihre Scherenschnitte. In den 1920er und 1930er Jahren hatte sie mehrere Ausstellungen, unter anderem im Årstaklubben, in der Galerie Moderne in Silkeborg und der Liljevalchs konsthall in Stockholm.
Agnes Magnell starb 1966 und wurde auf dem Nordfriedhof in Solna begraben.